# Cinema da Nigéria
O cinema da Nigéria tem crescido nos últimos anos e, embora seja um mercado extremamente informal, teve uma grande explosão de produção nos últimos anos que tem chamado a atenção mundial por suas características únicas. Toda as produções são realizadas em vídeo. Sua produção é tamanha que já lhe rendeu o apelido de "Nollywood", por ser considerada a terceira maior indústria de produção de cinema do mundo, atrás apenas de Hollywood e Bollywood. Em volume de produção, "Nollywood" talvez seja até a maior, já que desde o final da década de 1990 são feitos mais de mil filmes por ano, todos filmados e distribuídos em vídeo.
O mercado da Nigéria é exclusivamente de homevideo (com 90% da produção sem distribuição oficial, legalizada), pois praticamente não existem mais salas de cinema no país. Com este panorama, não é possível apontar com alguma precisão o tamanho desta indústria. Faltam estatísticas precisas ou elas simplesmente não existem. A única fonte oficial minimamente confiável é o National Censorship Board, responsável pela classificação indicativa, embora o órgão não dê conta do grande volume de produção, e de toda sua informalidade, com muitos filmes sendo "lançados" sem a indicação etária.
Sem salas de cinema, a Nigéria conta com cerca de 15 mil videoclubes e locadoras, e em quase todo tipo de comércio pode-se encontrar filmes para vender ou alugar. Estima-se que cada filme venda cerca de 25 mil cópias, cada uma vendida a cerca de CFA 2.300 (USD 3,50), com a locação a CFA 200 (USD 0,30). No entanto, não é possível saber o número de locações de cada cópia e quantas pessoas assistem a cópia por cada locação. Os preços das cópias e das locações são compatíveis com os preços do mercado pirata, na tentativa de poder competir de igual para igual, mas mesmo assim a pirataria também é um problema grave na Nigéria, país onde a grande maioria da população é de muito baixa renda.
O mercado totalmente independente do governo, onde o financiamento às vezes é feito com empréstimos pessoais e informais e que gira por si próprio - as fitas e DVDs têm anúncios de outros filmes na capa e às vezes até mesmo pequenos trailers de outras produções antes do filme começar. Uma produção média de Nollywood é realizada em apenas 10 dias e custa aproximadamente US$ 15 mil. Os primeiros filmes de Nollywood eram todos filmados em vídeo analógico, VHS ou Betacam, mas com o avanço e a redução de custos da tecnologia digital todas as produções são feitas com câmeras digitais, principalmente no formato Mini-DV. Geralmente são os próprios produtores que se encarregam da distribuição das fitas e DVDs, garantindo um retorno financeiro fácil e rápido, com uma margem de lucro não muito ambiciosa, mas volume muito grande. Com esse esquema de produção, em apenas 15 anos a indústria cresceu do zero para um mercado de cerca de US$ 250 milhões por ano que emprega milhares de pessoas. Estima-se que cerca de 300 diretores estejam em atividade, produzindo um total de aproximadamente dois mil filmes por ano.
O sucesso desta indústria reside principalmente na temática dos filmes ter um apelo direto com o público local, por tratar de preocupações, conflitos e realidades que frequentam o noticiário e o imaginário da população local. Os temas mais frequentes são a AIDS (SIDA), corrupção, prostituição, religião e ocultismo. A produção é realizada em diferentes línguas, assim como acontece com a produção de Bollywood, na Índia. Na Nigéria, cerca de 40% da produção é em pidgin nigeriano, 35% em iorubá, 17,5% em hauçá e os 7,5% restantes em outras línguas e dialetos locais. Nollywood também começa a conquistar espaço em outros países da África, com seus atores fazendo sucesso na região entre o Gana e a Zâmbia, e vai aos poucos ganhando prestígio internacional.

## História

### Origens
O fenômeno do cinema nigeriano tem raízes na década de 1980, quando a violência começou a afugentar o público dos cinemas e as pessoas preferiam ficar em casa. Com isso começou a força do então nascente mercado de vídeo cassete, que naquela época era um luxo acessível apenas para a elite local, que dispunha de aparelhos de vídeo e de fitas importadas ou pirateadas. Quem tinha um vídeo em casa passou a receber os amigos para ver filmes. Paralelamente essa mesma elite começou a contratar serviços de produção de filmagem de seus eventos pessoais - como casamentos, formaturas, aniversários e enterros - e esses filmes pessoais também passaram a ser exibidos para os amigos. Com isso a indústria de produção de vídeos "caseiros" cresceu e passou a diversificar, com filmagens também de peças teatrais. Daí para a produção de filmes com os atores e diretores das companhias de teatro.

### Constituição
Mas a produção de cinematográfica na Nigéria é comumente creditada ao início da década de 1990, quando a ausência total de salas de cinema e de incentivos e financiamentos paralisou completamente a produção cinematográfica nacional. A partir daí, a produção televisiva se fortaleceu e as séries locais viraram um fenômeno de audiência, com seus atores ganhando prestígio nacional. Em 1992, no auge do sucesso, as principais séries pararam de ser produzidas por conflitos financeiros entre os produtores, os atores e os canais de televisão. As TVs, por sua parte, substituíram os programas por telenovelas mexicanas, deixando produtores e atores nacionais sem opção senão a televisão.
Neste cenário, o produtor Kenneth Nnebue reuniu alguns astros dos antigos programas e fez uma série em vídeo visando distribuição direta no mercado de homevideo, intitulada "Living in Bondage". A recepção foi melhor que a imaginada e o sucesso de "Living in Bondage" foi imediato - estima-se que o primeiro filme da série tenha vendido cerca de 200 mil fitas VHS, sem contar com o comércio ilegal de cópias piratas. Quando foi lançado, em 1992, "Living in Bondage" não foi o único nem o primeiro filme produzido em vídeo diretamente para a distribuição em homevideo da Nigéria, sendo apenas um expoente que conquistou um maior destaque, despertando a atenção para este mercado. Nascia assim Nollywood.
Ainda em meados daquela década, as produções em formato digital se proliferaram em uma escala sem precedentes. A cada semana, cerca de 30 filmes são realizados e lançados nas locadoras, cineclubes e mercados da cidade, nos mais variados tipos de comércio.

### Repercussão
A repercussão da produção nacional de vídeo tem chamado a atenção também do governo local e, nos últimos anos, surgiram ações como a criação de uma film commission nigeriana, uma escola de cinema, e a construção de um estúdio, o Tinapa Film Studio, que custou cerca de US$ 28 milhões e foi construído pelo governo da Nigéria em parceria com a companhia privada estadunidense Dream Entertainment. O governo estuda também a criação de um fundo de US$ 40 milhões para a produção de filmes.
Em outubro de 2006, o filme "The Amazin Grace" de (Jeta Amata) foi o primeiro filme nigeriano lançado no cinema desde 1979. Produção fora dos padrões de Nollywood, "The Amazin Grace" teve orçamento de US$ 400 mil, financiado por investidores privados, e se tornou o maior sucesso de bilheteria local, com cerca de 25 mil espectadores, ultrapassando o dobro da bilheteria de "Sr. e Sra. Smith" - o campeão até então. Com apenas quatro salas de cinemas em um país com hoje cerca de 140 milhões de habitantes, o mercado cinematográfico de salas de cinema não é uma realidade muito atraente; estima-se que no mercado de homevideo, o filme de Amata tenha vendido cerca de um milhão de unidades

## Filmes notáveis de Nollywood
- Living in Bondage (1992) - Considerado o primeiro grande sucesso de Nollywood e um pioneiro na indústria cinematográfica nigeriana.
- Osuofia in London (2003) - Uma comédia popular que se tornou um dos filmes nigerianos mais conhecidos internacionalmente.[3]
- The Wedding Party (2016) - Uma comédia romântica que se tornou um grande sucesso de bilheteria e recebeu elogios tanto na Nigéria quanto internacionalmente.[4]
- Half of a Yellow Sun (2013) - Baseado no romance de Chimamanda Ngozi Adichie, este filme retrata a guerra civil nigeriana e recebeu críticas positivas por sua narrativa e performances.[5]
- Lionheart (2018) - Dirigido por Genevieve Nnaji, este filme foi aclamado internacionalmente e se tornou o primeiro filme nigeriano a ser lançado na Netflix.[6]